# 拉亞加達縣

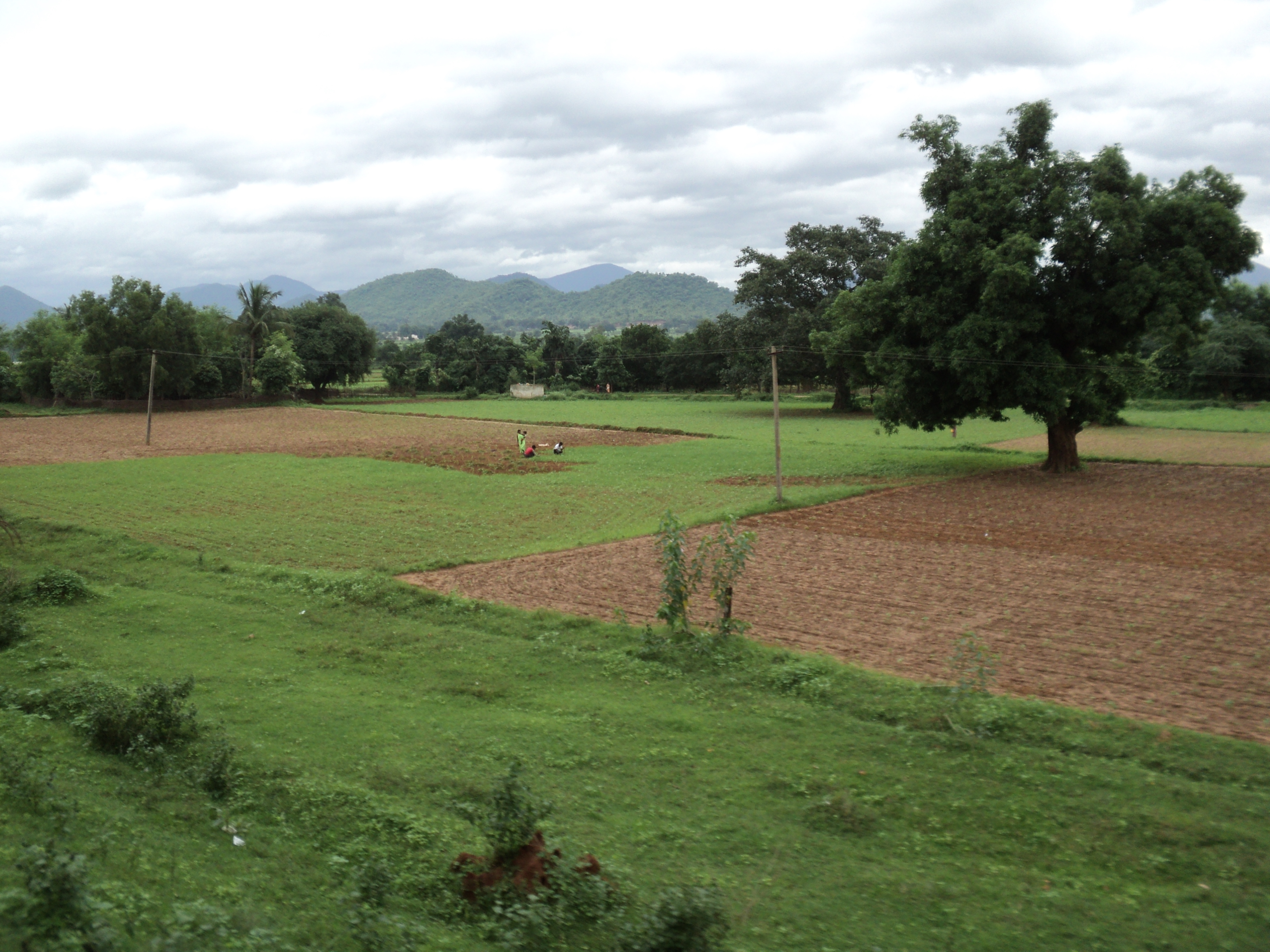

拉亞加達縣是印度的一個縣，位於該國東部，由奧里薩邦負責管轄，面積7,584平方公里，每年平均降雨量1,522毫米，識字率為35.61%，2001年人口823,000，人口密度每平方公里109人。

## 外部連結
- 官方网站